# Ленг-Тарновський
Ленг-Тарновський (пол. Łęg Tarnowski) — село в Польщі, у гміні Жабно Тарновського повіту Малопольського воєводства.
Населення — 3877 осіб (2011).
У 1975—1998 роках село належало до Тарновського воєводства.

## Географія
Селом тече річка Жабниця.

## Демографія
Демографічна структура станом на 31 березня 2011 року:
|          | Загалом | Допрацездатний вік | Працездатний вік | Постпрацездатний вік |
| -------- | ------- | ------------------ | ---------------- | -------------------- |
| Чоловіки | 1919    | 426                | 1305             | 188                  |
| Жінки    | 1958    | 386                | 1201             | 371                  |
| Разом    | 3877    | 812                | 2506             | 559                  |